# 油塘駅
油塘駅（ゆとうえき）は、香港九龍観塘区にある、香港鉄路（MTR（港鉄））の駅である。

## 利用可能な路線
- 香港鉄路
  - ■観塘線
  - ■将軍澳線

## 駅構造
島式ホーム2面4線の地上駅。地上1階と地上2階にそれぞれ島式ホーム1面2線が設置されている。

### 駅階層
| -                | 預留空間                     | 未使用的行人通道                 |
| U4 大堂          | 大堂                         | 出口、平台、行人通道往鯉魚門広場 |
| U4 大堂          | 大堂                         | 客務中心、車站商店               |
| U4 大堂          | 大堂                         | 自動販売機、自動照相機、ATM      |
| U2 ホーム        | ❷番線                        | ←■観塘線黄埔方面                 |
| U2 ホーム        | 島式ホーム、左側のドアが開く |                                  |
| U2 ホーム        | ❸番線                        | →■将軍澳線宝琳／康城方面→        |
| U1 ホーム (地面) | ❶番線                        | →■観塘線調景嶺方面→              |
| U1 ホーム (地面) | 島式ホーム、右側のドアが開く |                                  |
| U1 ホーム (地面) | ❹番線                        | ←■将軍澳線北角方面               |

### 大堂
車站商店及自助服務
| 車站商店 - セブンイレブン - 美心西餅 - 鴻福堂健康快線 - 零食物語 | 自助服務 - 恒生銀行ATM - 中国銀行(香港)ATM服務中心 - 自動照相機 |

### 出口
| 出口番号     | 出口表示 | 目的地 |
| ------------ | -------- | --- |
| 出口 · A · 1 | 油塘邨   | 油塘邨、香港小童群益会、大本型、聖道学校、高翔苑、高俊苑、高怡邨、鯉魚門邨、鯉魚門広場、天主教普照中学、油美苑、油塘中心                                                                    |
| 出口 · A · 2 | 高輝道   | 高輝道、鯉湾天下、三家村渡輪碼頭、高超道、香港家庭福利会、賽馬会鯉魚門創意館、鯉魚門、鯉魚門市政大廈、鯉魚門体育館、Ocean One、天主教聖雅各伯堂、観塘魚類批発市場、四山街、嘉賢居、衛奕信径 |
| 出口 · B · 1 | 油麗邨   | 油麗邨、油麗商場、中華基督教会基法小学（油塘）、福建中学附属学校、聖公会油塘基顕小学、聖安当小学、油翠苑、油塘道                                                                            |
| 出口 · B · 2 | 茶果嶺道 | 茶果嶺道 |

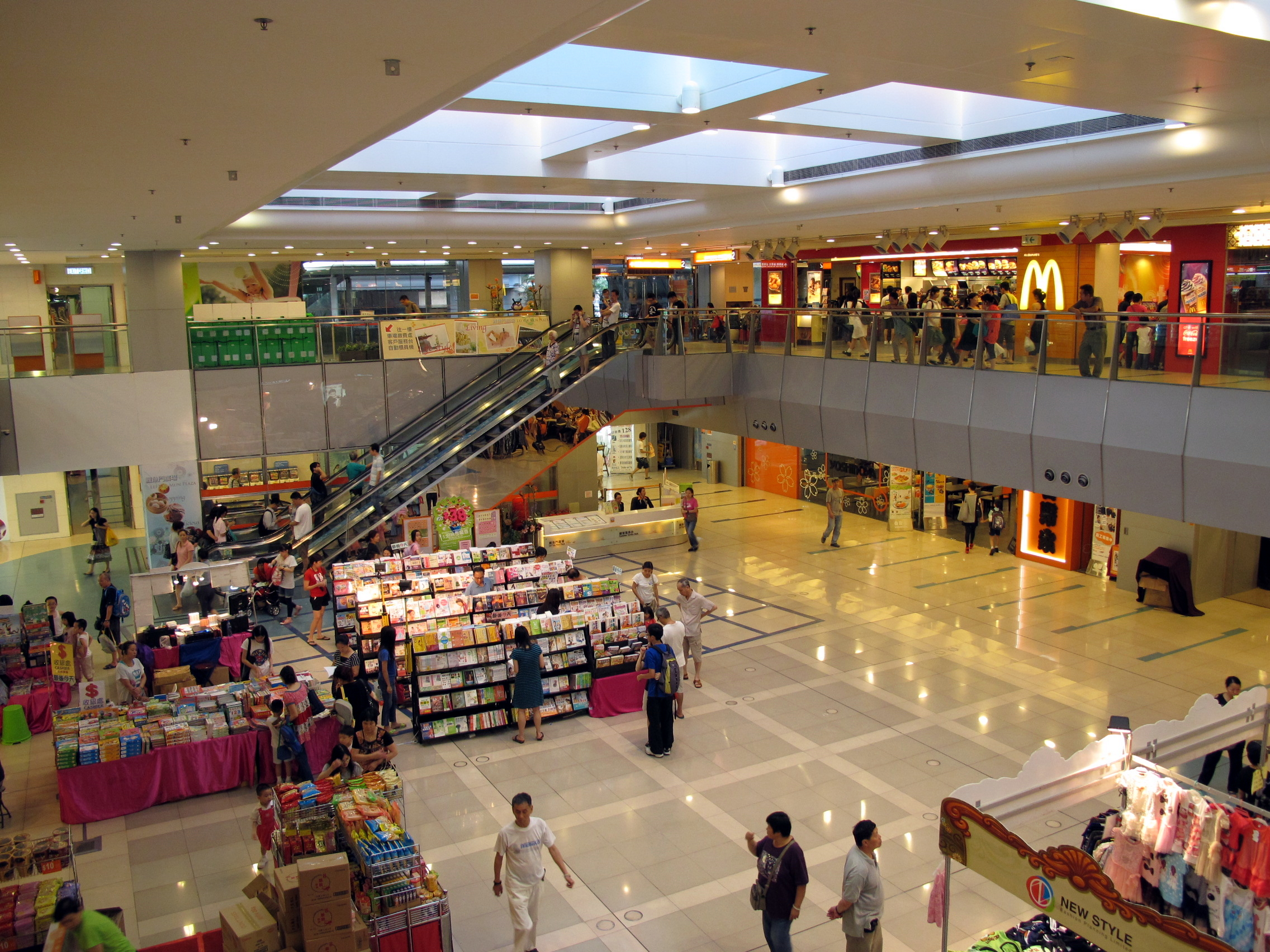
鯉魚門広場
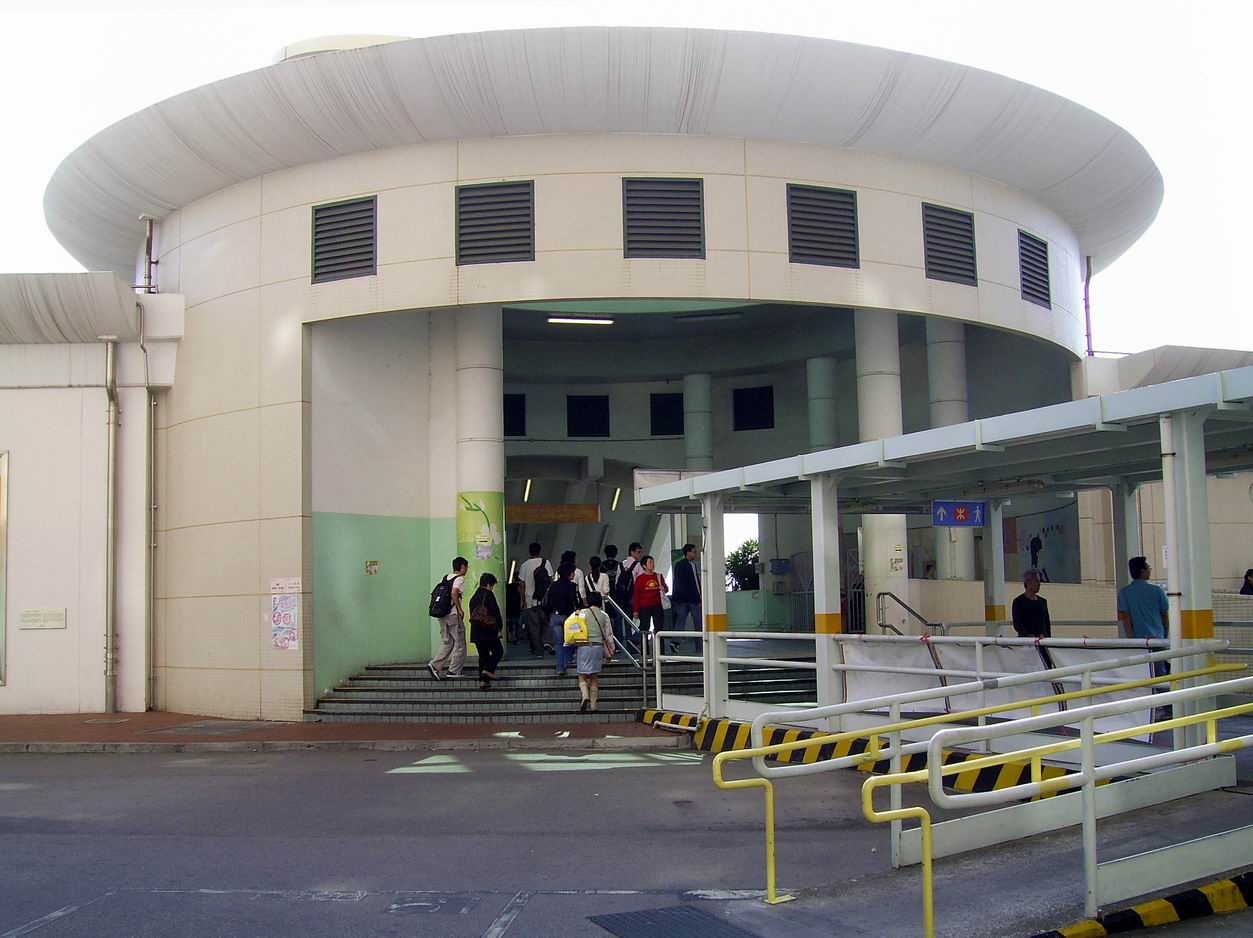
連接油塘邨及油塘站的行人通道

## 接続交通一覧
香港バス
- 九龍バス：
  - 14 - 鯉魚門邨 ↔ 中港埠頭
  - 14B - 藍田（広田邨） ↔ 牛頭角
  - 14S  - 油塘 ↔ 將軍澳華人永遠墳場（清明節と重陽節の時のみ運行）
  - 33 - 荃湾西駅 ↔ 油塘
  - 62X - 屯門市中心 ↔ 鯉魚門邨
  - 88X - 火炭（駿洋邨） ↔ 平田
  - 216M - 藍田鉄路駅 ↺ 油塘駅
  - 259D - 龍門居 ↔ 鯉魚門邨
- 過海隧道バス:
  - 603 - 平田 ↔ 中環渡輪埠頭

小巴
- 九龍專線小巴：
  - 23C - 油塘駅 ↔ 匯景花園
  - 24 - 三家村碼頭 ↺ 藍田啓田邨
  - 24M - 三家村碼頭 ↺ 油塘駅
  - 63M - 藍田（広田邨） ↺ 油塘駅（ラッシュ時のみ運行）
- 新界專線小巴：
  - 108M - 維景湾畔 ↺ 藍田駅

## 歴史
- 2002年8月4日 - 開業。

## 画像

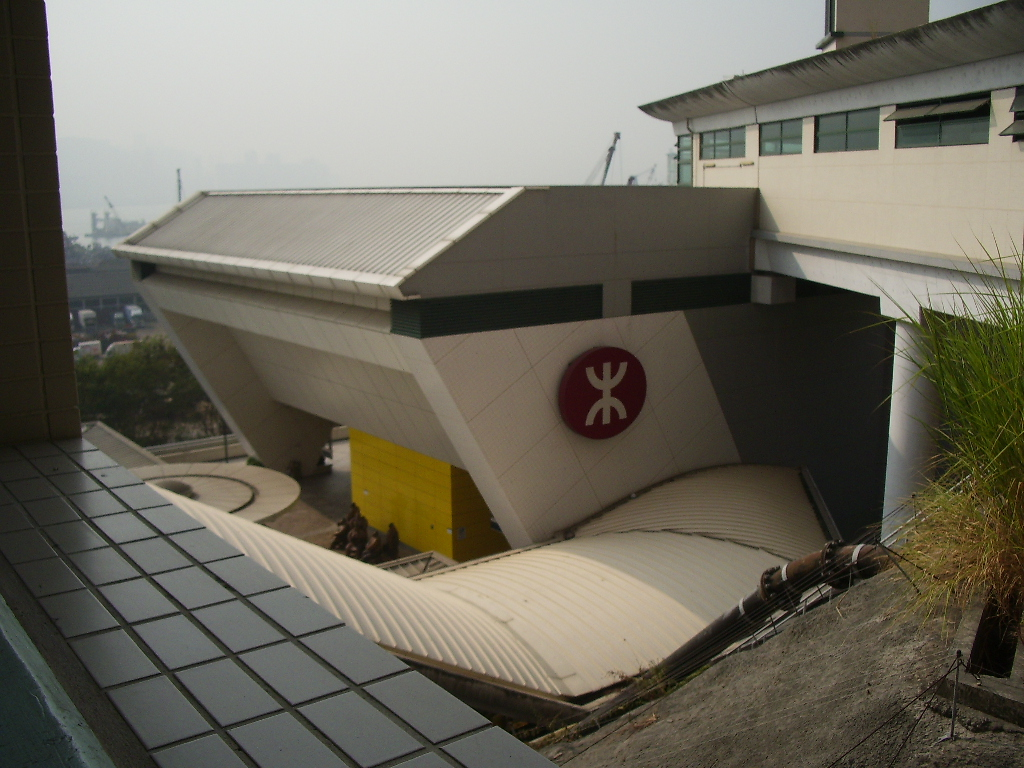
外観
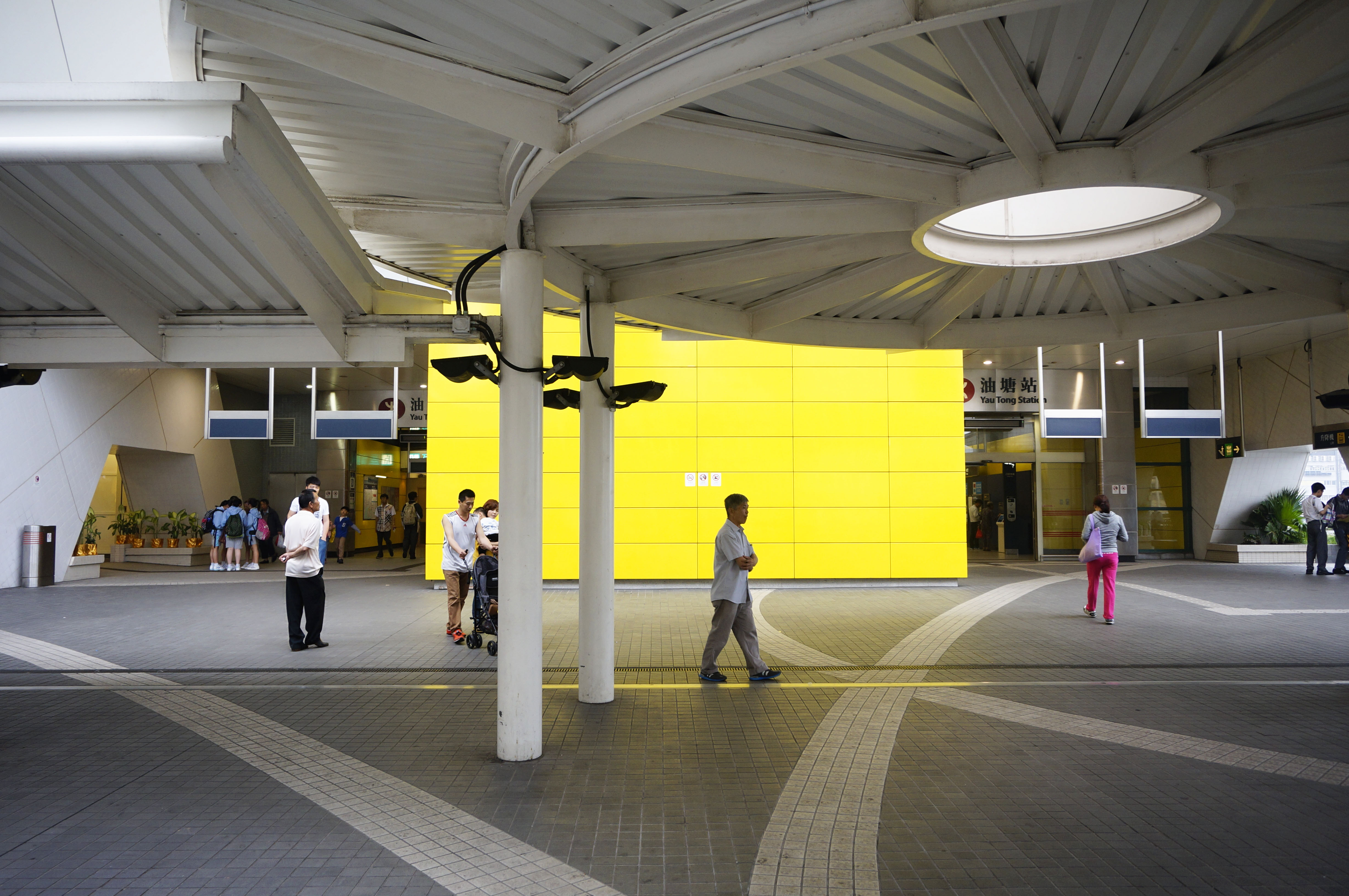
B出入口
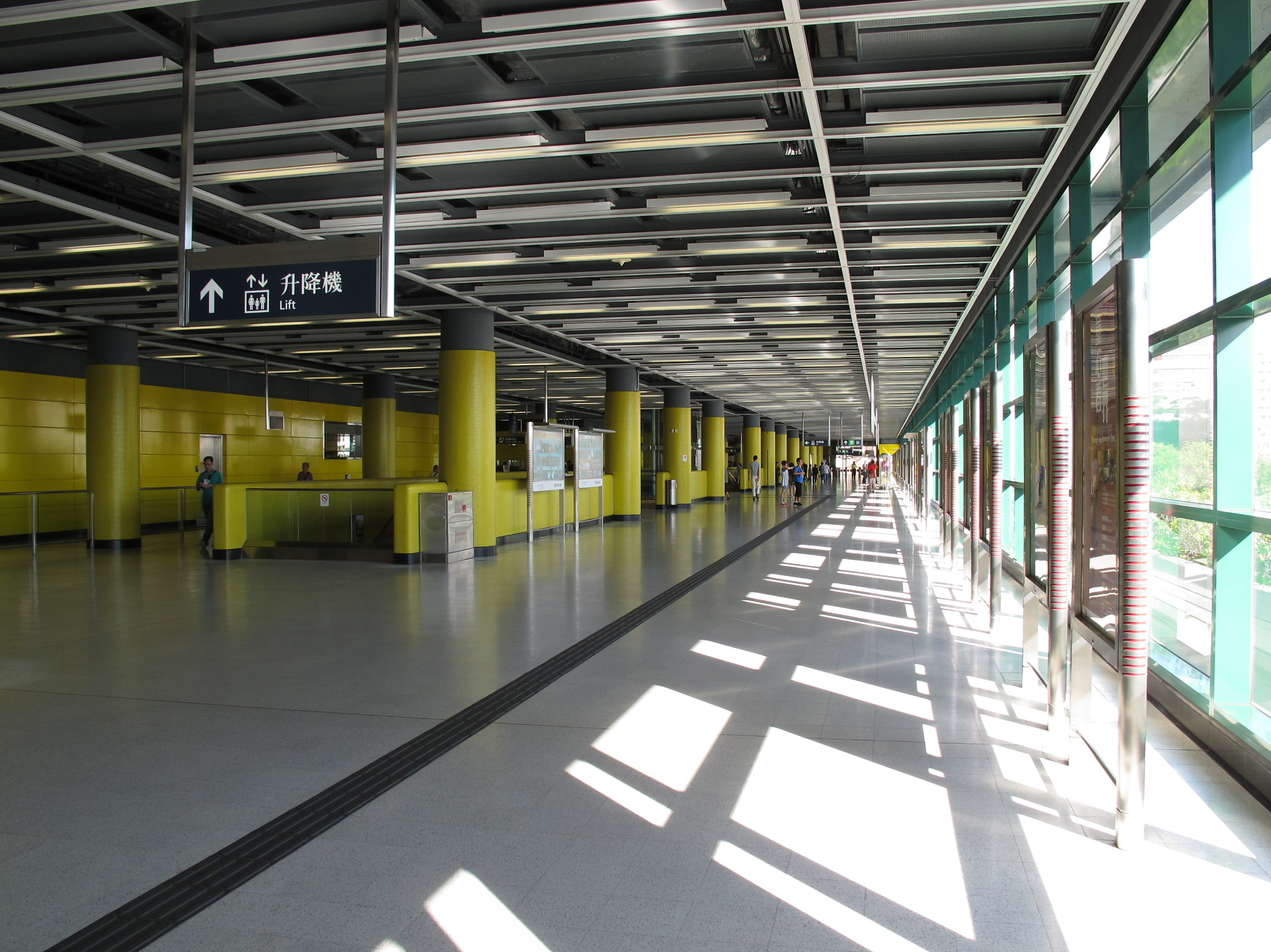
コンコース
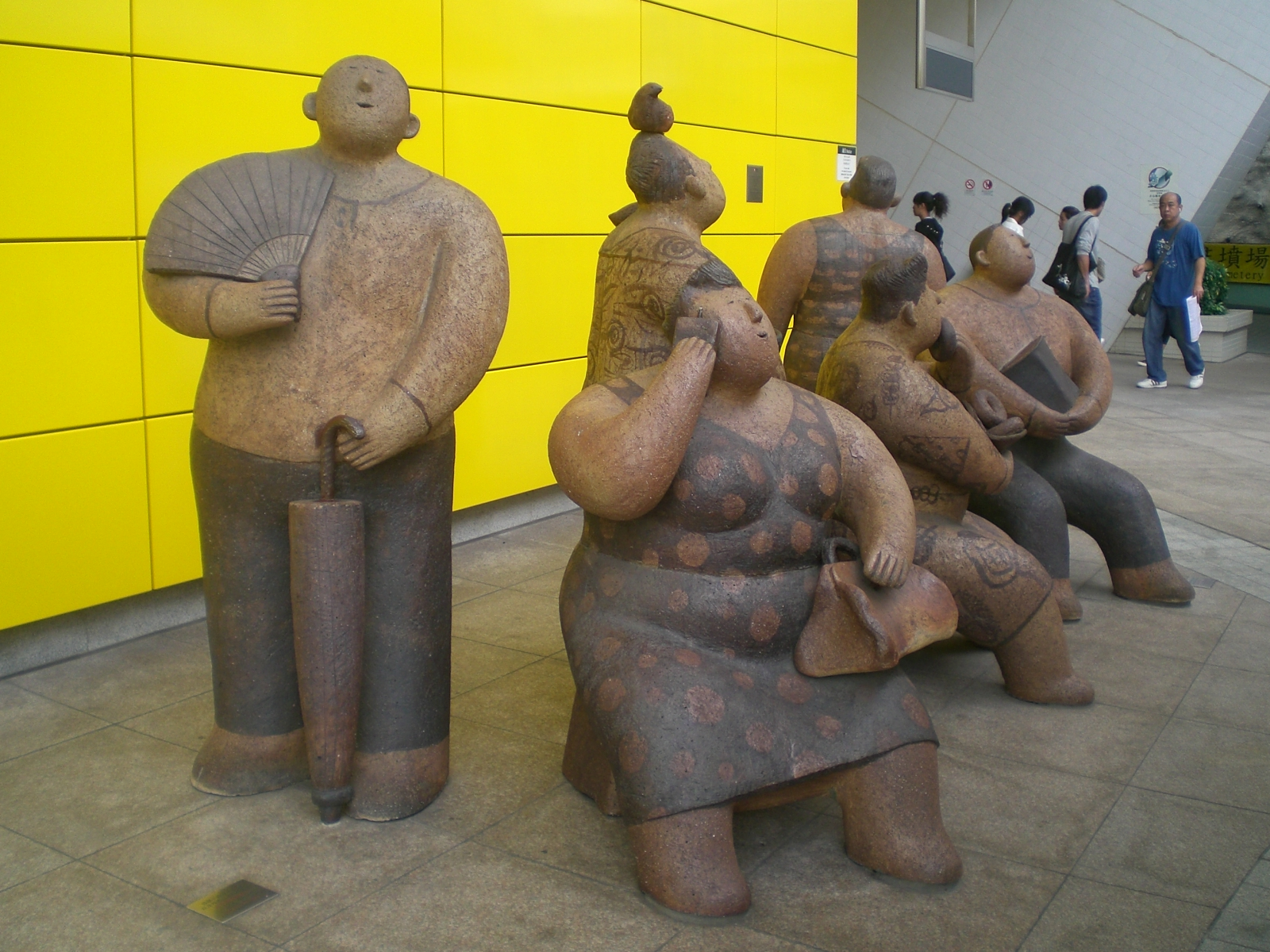
港鉄芸術《行人、閒人》
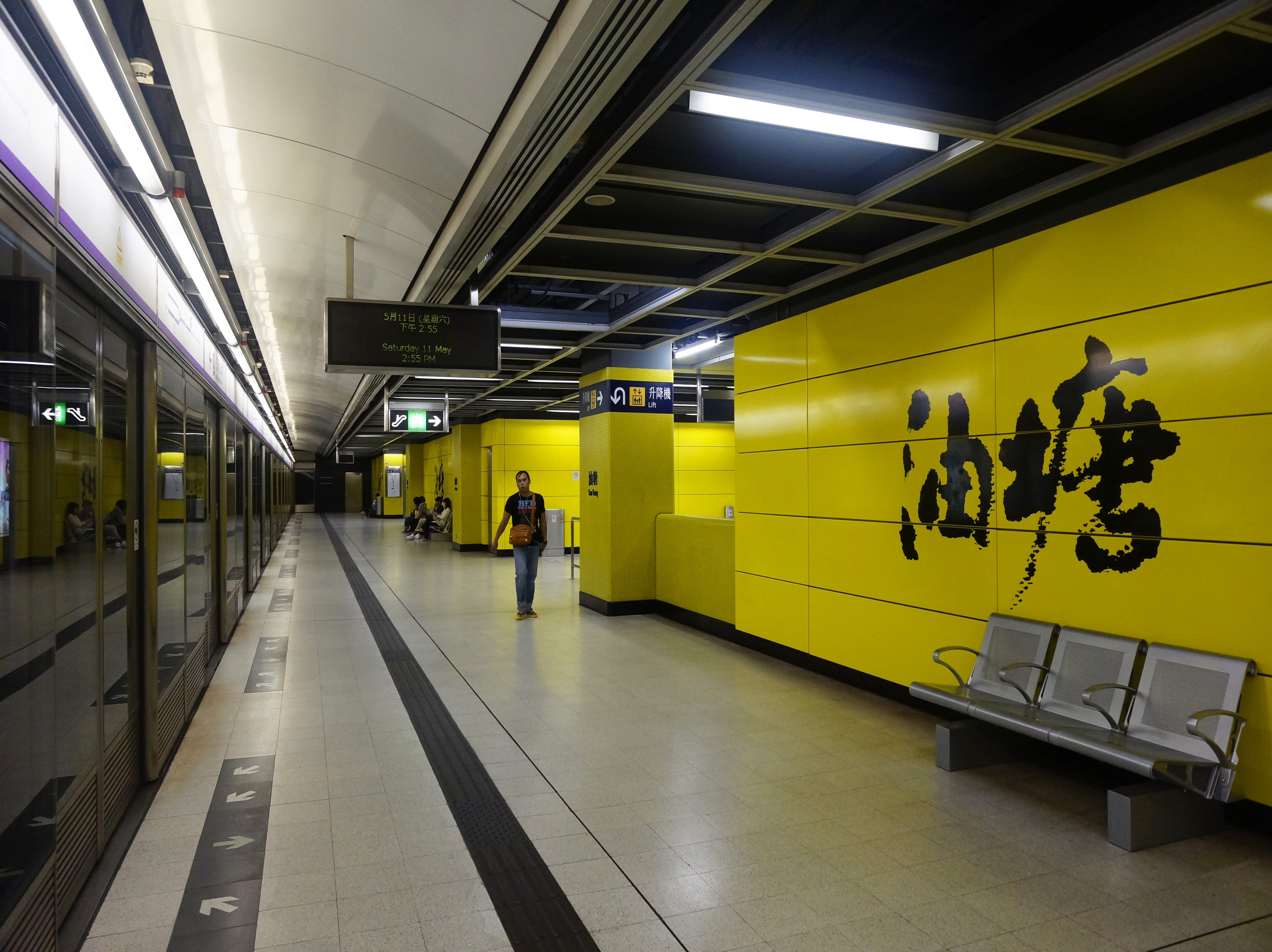
宝琳/康城方面ホーム
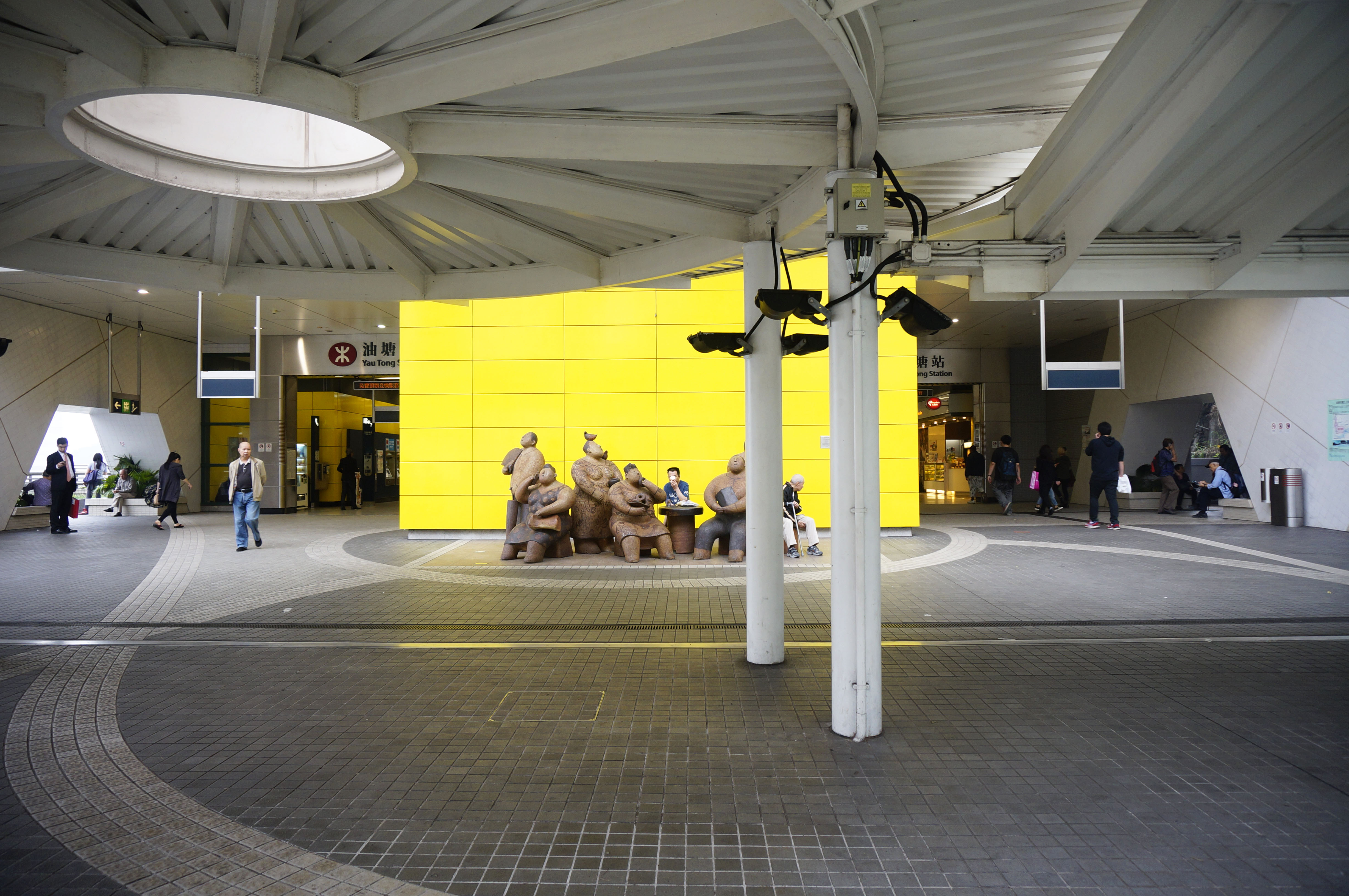
A出口

## 隣の駅
香港鉄路
■観塘線
藍田駅 - 油塘駅 - 調景嶺駅
■将軍澳線
調景嶺駅 - 油塘駅 - 鰂魚涌駅